# Jacob Mendy
Jacob Mendy Mendy (Faji Kunda, 27 de diciembre de 1996) es un futbolista gambiano que juega de defensa en el Wrexham A. F. C. de la EFL Championship de Inglaterra.

## Trayectoria
Mendy nació en Gambia antes de trasladarse a Parla, en Madrid, a la edad de seis años. Como juvenil, Mendy jugó en la AD Parla y el Atlético Casarrubuelos.
En 2015, firmó por el Atlético de Madrid C antes de que el equipo se disolviera y firmaría por el CD Puerta Bonita de la Tercera División de España antes de marcharse a Inglaterra. 
En 2017, fichó por el Redhill Football Club inglés de la novena división, anotando 13 goles en 40 partidos. 
En 2018 fichó por el Carshalton Athletic Football Club de la séptima división inglesa, marcando ocho goles en 46 partidos. 
En 2019, Mendy fichó por el club inglés del Wealdstone Football Club de la sexta división, lo que les ayudó a conseguir el ascenso a la quinta división inglesa. 
En 2021 fichó por el Boreham Wood Football Club de la quinta división inglesa. 
El 18 de agosto de 2022, fichó por el equipo galés del Wrexham Football Club de la League Two de Inglaterra.

## Selección nacional
El 6 de junio de 2023, se anunció que Mendy había sido incluido la selección de Gambia para el partido de clasificación para la Copa Africana de Naciones contra Sudán del Sur el 14 de junio de 2023. Hizo su primera aparición internacional contra Costa de Marfil en un partido de clasificación para la Copa del Mundo el 20 de noviembre de 2023.

### Participaciones en Copa África
| Copa                | Sede            | Resultado    | Partidos | Goles |
| ------------------- | --------------- | ------------ | -------- | ----- |
| Copa de África 2023 | Costa de Marfil | Primera fase | 2        | 0     |

## Clubes
| Club                      | País       | Año             | Partidos | Goles |
| ------------------------- | ---------- | --------------- | -------- | ----- |
| Atlético de Madrid "C"    | España     | 2015            |          |       |
| C. D. Puerta Bonita       | España     | 2015-2016       |          |       |
| Redhill F. C.             | Inglaterra | 2017-2018       | 36       | 11    |
| Carshalton Athletic F. C. | Inglaterra | 2018-2019       | 36       | 5     |
| Wealdstone F. C.          | Inglaterra | 2019-2021       | 69       | 16    |
| Boreham Wood F. C.        | Inglaterra | 2021-2022       | 44       | 2     |
| Wrexham A. F. C.          | Gales      | 2022-actualidad | 50       | 6     |

## Vida privada
Es primo del también futbolista Carlos Mendes Gomes. Cuando llegó por primera vez a Inglaterra, trabajó como obrero de la construcción, limpiador y recogedor de residuos.